# Eumicremma carmelita
Eumicremma carmelita är en fjärilsart som beskrevs av Morrison 1875. Eumicremma carmelita ingår i släktet Eumicremma och familjen nattflyn. Inga underarter finns listade i Catalogue of Life.